# John Law (econoom)
John Law (Edinburgh, gedoopt op 16 april 1671 - Venetië, 21 maart 1729) was een Schotse econoom, met een grote aanleg voor wiskunde en een briljant kaartspeler. Als een van de eerste economische wetenschappers onderbouwde hij zijn theorieën over de uitgifte van papiergeld gedekt door goud, zilver of land. Volgens Law was de welvaart van een land afhankelijk van de hoeveelheid betalingsmiddelen in omloop: papiergeld, dat in zichzelf geen waarde heeft, zou zo de handel stimuleren.

## Jeugd
Law was de zoon van een goudsmid of bankier uit Edinburgh. Zijn vader kocht het slot Lauriston Castle in Cramond aan de Firth of Forth, daarna werd de familie ook wel Law of Lauriston genoemd. John Law erfde het vermogen van zijn vader. Hij vestigde zich in Londen en wierp zich op de studie van het kredietwezen.
Op 9 april 1694 vocht Law een duel uit met Edward Beau Wilson over de gunst van Elizabeth Villiers, de vroegere minnares van koning/stadhouder Willem III van Oranje-Nassau. Wilson kwam daarbij om het leven. Over de afloop van het duel bestaan verschillende meningen: volgens Law liep Wilson, zonder zichzelf te verdedigen, op de punt van Laws degen toe en liet zich zo doorsteken; volgens de familie van Wilson was het pure moord. Law werd aangeklaagd, schuldig bevonden en ter dood veroordeeld. Law kon echter uit de beruchte Newgate-gevangenis ontsnappen - wat indertijd voor iemand met goede betrekkingen en geld niet al te moeilijk was.

## Law en de Nederlandse Republiek
Law vluchtte naar de Nederlanden en tussen 1702-1713 woonde hij in Den Haag en Amsterdam. In Amsterdam, het financiële hart van Europa en draaischijf van de wereldhandel, kreeg hij de gelegenheid om een goed lopende economie te bestuderen. Daarbij werd hij geïnspireerd door de Amsterdamsche Wisselbank, die papieren wissels gedekt door de reserves van kooplieden en ondernemingen uitgaf en zo transacties zonder muntgeld mogelijk maakte.
Volgens Law was de welvaart van Holland te danken aan de bescherming en gunst van de regering aan de handel, de vrijheid van religie, de vrijheid van handel voor buitenlanders, en de bescheidenheid van de heersende klasse (…) In Holland is veel geld in omloop, als gevolg daarvan neemt de bevolking toe en is het land in staat deel te nemen aan de oorlogen in Europa, gelijk aan het vele malen grotere Engeland.

## Money and Trade

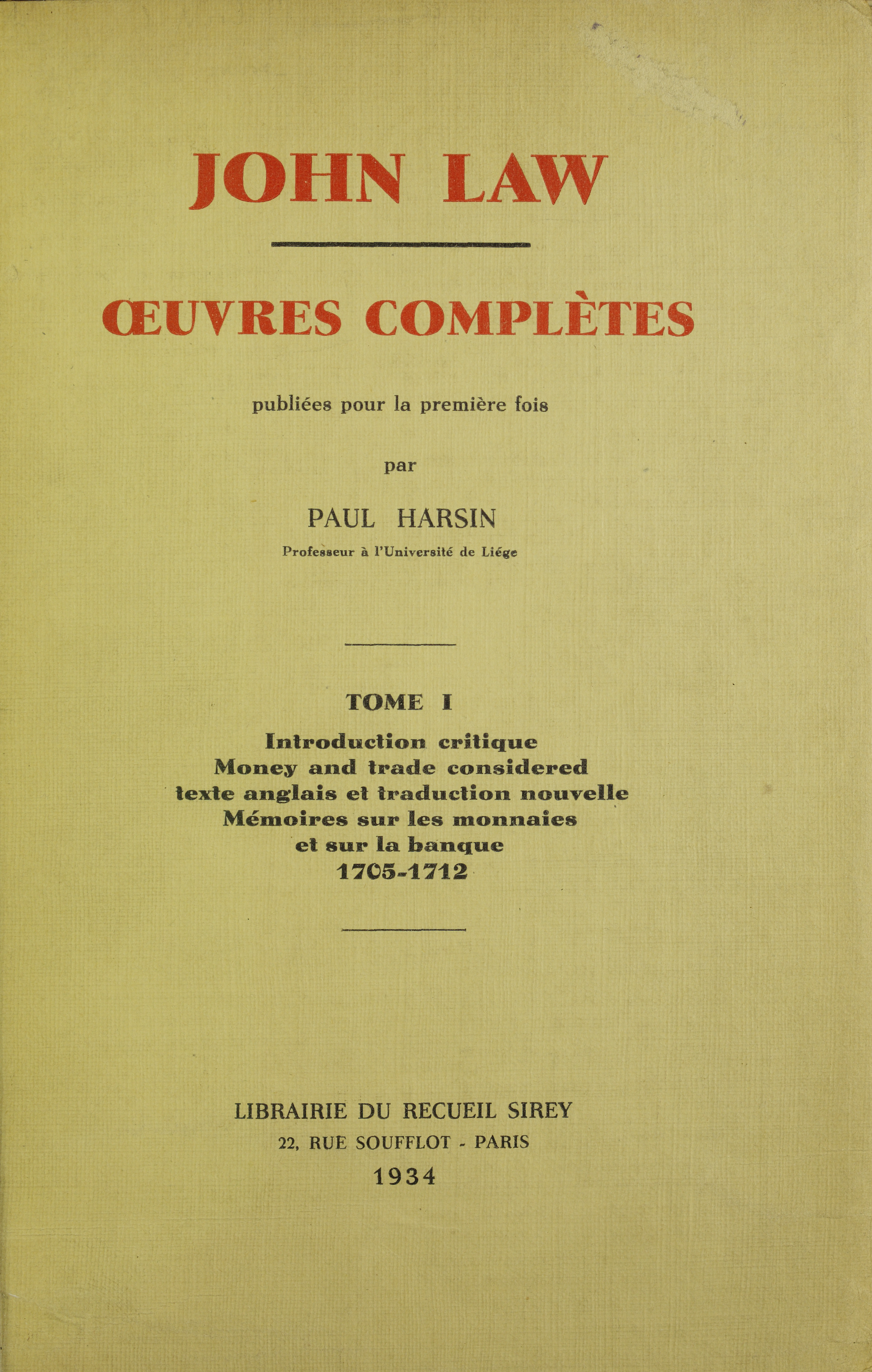
Money and trade considered, with a proposal for supplying the Nation with money', 1934

Law keerde in 1705 terug naar Schotland om zijn plannen voor de oprichting van een nationale bank voor te leggen aan het parlement in Edinburgh. Door de feodale clan-structuur van Schotland, dat vooral gericht was op landbouw en veeteelt maar niet op handel en verwerking van de eigen grondstoffen, was het land verarmd en in een nadelige positie tegenover Engeland geraakt.

Law presenteerde zijn ideeën in een pamflet getiteld Money and Trade Consider'd with a Proposal for Supplying the Nation with Money. Het goed leesbare werk is een van de vroegste voorbeelden van economische literatuur. Law bespreekt de verschillende methoden om de waarde van goederen te bepalen en die na driehonderd jaar hun geldigheid niet verloren hebben: aanbod, kwaliteit en vraag bepalen de prijs van een product. In het geschrift keerde Law zich fel tegen het mercantilisme.

De waarde van een goed is niet gelijk aan de som van zijn eigenschappen. De waarde is ook afhankelijk van de beschikbaarheid en de vraag naar het goed.
Bijvoorbeeld: water heeft veel nuttige eigenschappen, maar weinig waarde; omdat de beschikbaarheid van water groter is dan de vraag. Diamanten hebben weinig praktische eigenschappen of nut, maar zijn van grote waarde omdat de vraag naar diamanten groter is dan de beschikbaarheid.
Gelijke soorten goederen kunnen in waarde verschillen door verschillen in hun kwaliteit. Bijvoorbeeld: een paard is beter dan een ander paard. Gerst uit een land is beter dan gerst uit een ander land.
De waarde van een goed is afhankelijk van veranderingen in het aanbod en de vraag. Bijvoorbeeld: als tarwe in een grotere hoeveelheid aangeboden wordt dan het vorige jaar, maar de vraag naar tarwe blijft gelijk, dan zal de waarde van tarwe dalen.
De verkoop van een goed kan niet groter zijn dan zijn beschikbaarheid, maar de vraag kan wel groter zijn. Bijvoorbeeld: als de beschikbare hoeveelheid Franse wijn 100 ton is en de vraag 500 ton, dan is de vraag hoger dan het aanbod; en de aangeleverde 100 ton zal voor een veel hogere prijs verkocht worden als de vraag gelijk aan het aanbod zou zijn. De waarde van een goed is dus niet proportioneel gelijk aan de verhouding tussen aanbod en afzet, maar proportioneel gelijk aan de verhouding tussen aanbod en vraag.

Laws oplossing voor Schotland: de uitgifte van papiergeld gedekt door de waarde van bouw- en weideland. Zijn voorstel werd in het parlement besproken maar door voorstanders van een politieke unie met Engeland verworpen. Law keerde terug naar de Nederlanden.
In de volgende jaren reisde Law door West-Europa, als graag geziene gast in de speelsalons van de adel waar met het Faro-spel fortuinen verspeeld werden. In 1712 probeerde hij de Staten van Holland enthousiast te maken voor een staatsloterij. De economische situatie in Frankrijk gaf hem in 1716 de kans om zijn theorieën in de praktijk om te zetten.

## De Banque Générale
Frankrijk was door de oorlogen van de Zonnekoning Lodewijk XIV – de Hollandse Oorlog, de Negenjarige Oorlog en de Spaanse Successieoorlog – plus het uitwijzen van de protestantse hugenoten en de hoge uitgaven voor het Hof, financieel en economisch aan de rand van de afgrond geraakt. Door de hoge kosten was er weinig muntgeld in omloop, waardoor de prijzen voor edelmetaal stegen, wat het slaan van nieuwe munten nog moeilijker maakte.
Na de dood van Lodewijk XIV regeerde een regent, Filips van Orléans, in plaats van de nog minderjarige troonopvolger - de latere Lodewijk XV.
Law kreeg een audiëntie bij de regent en kon hem van zijn plannen voor de sanering van de Franse economie overtuigen. Law wilde de octrooien of monopolies van handelsondernemingen afschaffen en het uitgeven van toekomstige belastinginkomsten beëindigen. Hij stelde de oprichting van een nationale bank en een staatsonderneming voor alle binnen- en buitenlandse handel voor, zodat alle financiële en commerciële transacties door de staat gecontroleerd zouden worden. De enorme winsten uit dit systeem zouden de Franse staat toevloeien en zo de staatsschuld aflossen. Omdat voor privébanken en ondernemingen in het systeem Law geen plaats was keerden de Franse kooplieden en financiers zich tegen zijn plannen.
Frankrijk, zo betoogde Law, bezat een rijke bodem, een gunstig klimaat en een ijverige bevolking, zijn benarde positie moest dus het gevolg zijn van wanbeheer. Handel en industrie hadden meer kapitaal nodig dan de particuliere banken konden verstrekken, en de staat moest krediet verschaffen. Grondbeginsel van zijn systeem was de uitgifte van papieren geld door een staatsbank, waardoor het instituut der woekeraars overbodig zou worden.
John Law kreeg alleen toestemming op eigen risico een bank te beginnen, met beperkte bevoegdheid om bankbiljetten uit te geven.
In mei 1716 werd de Banque Générale Privée door Law opgericht. Het was een privébank met Law als eigenaar, maar het kapitaal bestond voor driekwart uit obligaties of schuldbrieven. Gedekt door deze uiterst onzekere vorderingen begon Law papiergeld in vaste coupures te drukken en bracht ze door lage kredieten met 3% tot 6% rente - normaal in deze jaren waren woekerrentes van 30% - via zijn bank in omloop. Omdat hij in het begin van de campagne de tegenwaarde van het papiergeld nog kon uitbetalen werd het nieuwe betaalmiddel door het publiek geaccepteerd. De regent liet bekendmaken dat de Franse staat al zijn transacties met het papiergeld van Law zou verrichten. Nieuwe investeringen waren weer mogelijk en de Franse economie leefde op. De bank had echter met 60 miljoen livres tienmaal zoveel papiergeld in omloop gebracht dan haar eigen vermogen.
De onderneming ging zo goed dat zij twee jaar later werd omgezet in een staatsbank – de Banque Royale - en de door haar uitgegeven biljetten werden tot wettig betaalmiddel verheven. De grote hoeveelheid geld die op deze wijze in de samenleving werd gepompt stimuleerde een tijdlang de industrie, maar Laws vruchtbare geest zag verder dan de binnenlandse markt.

## De Mississippi Compagnie

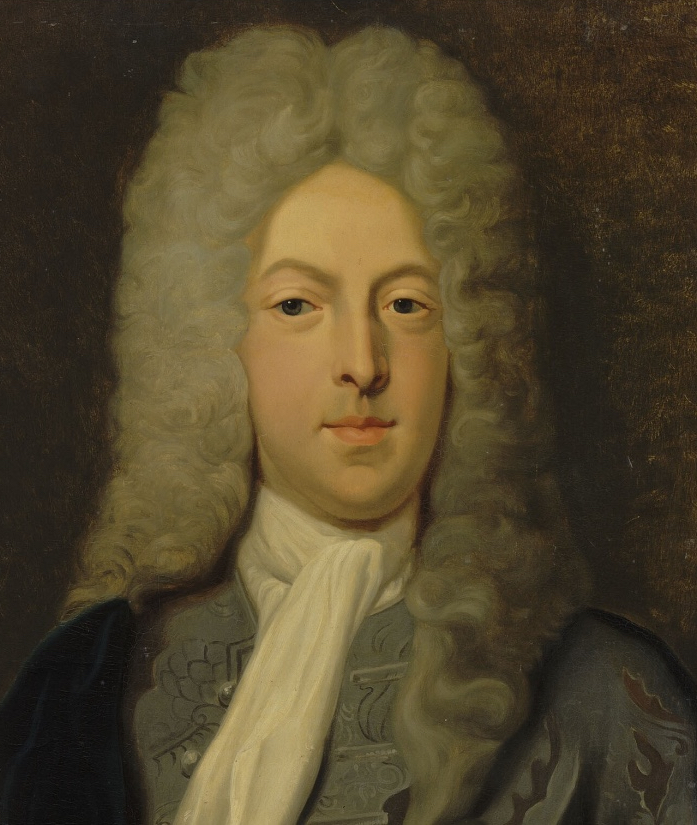
John Law

In de tweede plaats richtte zijn systeem zich op de ontwikkeling van Frankrijk als koloniaal wereldrijk, en in 1717 stichtte hij een bedrijf dat in samenwerking met de staatsbank de Franse kolonie Louisiana exploiteerde. De Compagnie d'Occident – in de volksmond vaak Mississippi Compagnie genaamd – kreeg voor 24 jaar het monopolie op de handel tussen Frankrijk en de Franse kolonie Louisiana. De vooruitzichten waren daarvoor niet goed: de zeewegen werden beheerst door de Engelse en Nederlandse vloten en het klimaat in het gebied rond de Mississippi delta was voor Europeanen uiterst ongezond.

De Mississippi Compagnie bezat een aandelenkapitaal van 100 miljoen livres. De aandelen konden bij de uitgave alleen maar met staatsobligaties betaald worden. Het publiek had geen vertrouwen in aandelen, door de staat gegarandeerde leningen met hoge rente, in een onzeker overzees avontuur. Ondanks het hernieuwde vertrouwen van de Franse bevolking in de groeiende economie en het papiergeld van de Banque Royale mislukte de aandelenemissie dan ook min of meer: de koerswaarde daalde in het begin van 1719 dan ook van 500 tot 280 livres per aandeel.
Law startte een campagne met positieve reisverslagen en pamfletten over Louisiana. Het Franse publiek werd opgezweept met verhalen over bergen goud en edelstenen die in de kolonie voor het oprapen lagen. 

Het interesse aan de aandelen van de nieuwe Compagnie was daardoor uiterst groot en veroorzaakte een speculatiegolf in de koffiehuizen in de Rue Quincampoix, het financiële hart van Parijs. Omdat de koersen stegen, kon Law steeds meer nieuwe aandelen van de Mississipie Compagnie uitgeven, die met staatsobligaties betaald werden. Deze obligaties werden door de compagnie vernietigd - met een rente van 4% per jaar als vergoeding. Zo werd de - realistische - Franse staatsschuld omgezet in - onwaarschijnlijke - toekomstige winsten.

In de zomer van 1719 nam de Compagnie d'Occident de resterende staatsschuld van 1,5 miljarden pond over en bracht daarvoor 300.000 aandelen à 500 pond in omloop die óf met staatsobligaties óf met vier aandelen uit vroegere emissies betaald konden worden. Het publiek stortte zich nu massaal op de nieuwe en oude aandelen. De koerswaarde steeg naar 5000 pond per stuk. In de Rue Quincampoix speelden zich chaotische taferelen af.
Law stond op het toppunt van zijn roem en het publiek kwam royaal over de brug. De koersen der aandelen vlogen omhoog en Law werd de financiële dictator van Frankrijk. In 1719 ging hij over tot de katholieke kerk. Maar de Compagnie des Indes Orientales, zoals de onderneming later werd genoemd, had steeds meer kapitaal nodig.

## De aandelenhausse van 1720

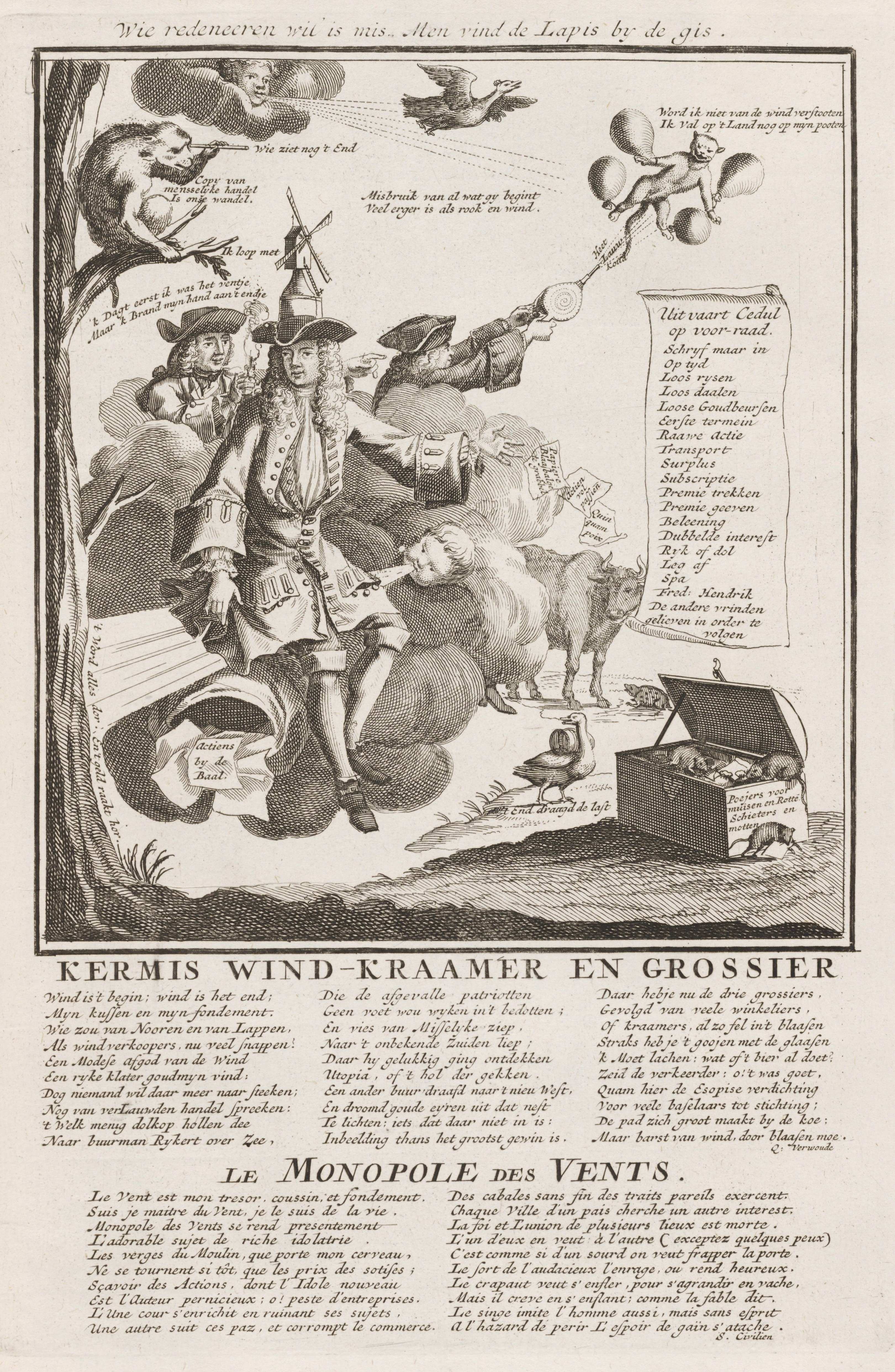
Het Groote Tafereel der Dwaasheid, 1720.

De speculatiezucht van het publiek liep uit de hand. Er was te veel papieren geld in omloop, de koersen kelderden, de illusie van financieel herstel vervloog.
Veel buitenlandse investeerders wisselden hun aandelen om in zilver en lieten waardeloos papier achter. Het optreden van de winstmakers, die het zinkende schip verlieten en de wilde inflatie leidden in ieder geval tot sterke prijsstijgingen, die vooral de Parijzenaars troffen. Bank en Compagnie gingen een fusie aan. De staatsschuld was met de helft afgenomen. Law werd tegengewerkt door mensen die bang waren hun macht en invloed te verliezen en nam de wijk naar de republiek Venetië. Slechts de Compagnie des Indes Orientales, voluit de "Compagnie française pour le commerce des Indes Orientales", overleefde de ramp, zij het met gekortwiekte vleugels.
Enkelen hadden met speculeren grof geld verdiend, maar vele goedgelovigen hadden hun vingers gebrand. Het was karakteristiek voor de regent dat hij loyaal bleef tegenover de man die, met de beste bedoelingen maar niet erg verstandig, getracht had Frankrijk uit het moeras te helpen. De verarmde John Law stierf op 57-jarige leeftijd aan een longontsteking.
N.B. De oprichting van een staatsloterij vond in Nederland plaats in 1726. Zie ook Pieter Langendijk die twee toneelstukken schreef over de actionisten en de windhandel.